# Nikita Ramsey
Nikita Ramsey (Bournemouth, Dorset; 10 de febrero de 1988) es una actriz inglesa, más conocida por su papel de Piper Williamson en House of Anubis. Ramsey tiene una hermana gemela idéntica, Jade Ramsey.

## Carrera
Apareció en Movie Mob, donde interpretó el miembro de la mafia Brit doble. También coprotagonizó como Haley el programa de humor del polluelo, "Algo Twinny", con su hermana gemela Jade Ramsey.
Su primer trabajo como actor profesional fue X-Men 2, como doble X-Kid. Hizo una aparición especial como la hermana gemela de Patricia, Piper. En 2013, obtuvo un papel en su primera película importante, Silver Falls, donde actuó junto con su hermana Jade Ramsey. Ellas fueron protagonistas como hermanas gemelas, el acebo y Heather Dahl.

## Filmografía
| Año       | Título                                  | Papel                                       |
| --------- | --------------------------------------- | ------------------------------------------- |
| 2003      | X-Men 2                                 | Twin X-Kid (no acreditada)                  |
| 2004      | Vanity Fair                             | Chica en la escuela pública (no acreditada) |
| 2004      | Bridget Jones: The Edge of Reason       | Gemela #1 (no acreditada)                   |
| 2004–2005 | 60 Minute Makeover                      | Ella misma                                  |
| 2005      | Criss Angel Mindfreak                   | Actriz                                      |
| 2006      | The Man Who Sold the World              | Tapoge                                      |
| 2007      | Mad Men                                 | Auditioning Twin No. 2                      |
| 2008      | Mystery ER                              | Estudiante                                  |
| 2008      | Zoey 101                                | Extra. Una de las gemelas (con Jade Ramsey) |
| 2009      | Gamer                                   | Kumdumpsta No. 1                            |
| 2009      | The Romantic Foibles of Esteban         | Cute Girl                                   |
| 2010      | The Myth of the American Sleepover      | Ady Abbey                                   |
| 2010      | All About Evil                          | Vera                                        |
| 2011      | ChromeSkull: Laid to Rest 2             | Lourie                                      |
| 2012-2013 | House of Anubis                         | Piper Williamson                            |
| 2013      | Silver Falls                            | Holly Dahl                                  |
| 2013      | Capture                                 | Ella misma                                  |
| 2014      | It's a Small World: The Animated Series | Tilly                                       |